# Wenchao Li (Philosoph)

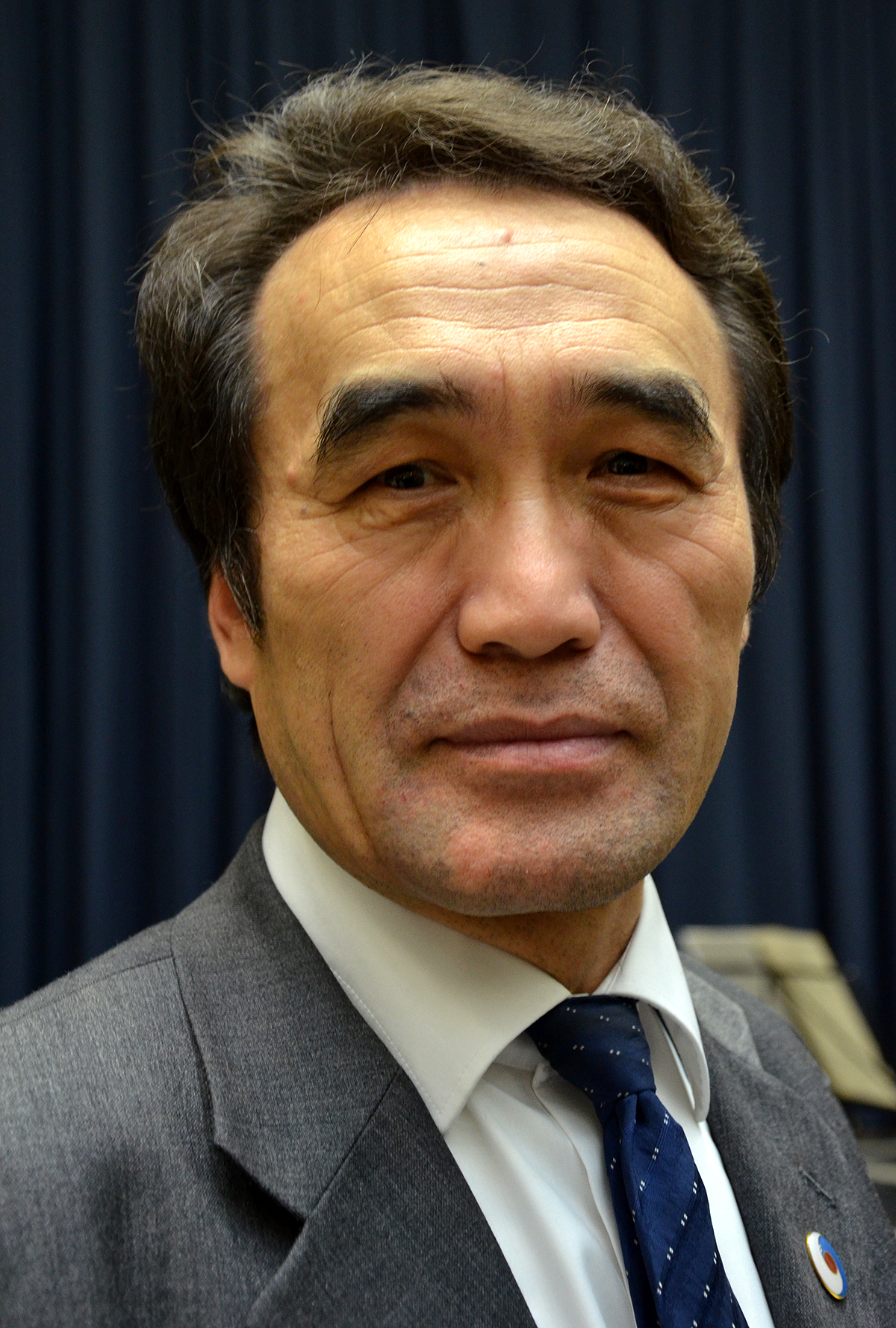
Wenchao Li, Ende 2013

Wenchao Li (* 1957 in Shaanxi, Volksrepublik China) ist ein Philosoph, Autor und Herausgeber.

## Leben
Geboren 1957 in der chinesischen Provinz Shaanxi, studierte Wenchao Li Germanistik, Philosophie, Linguistik und Politologie an der Universität Nordwestchinas in Xi’an und in Peking an der Peking-Universität sowie in Deutschland an der Ruprecht-Karls-Universität Heidelberg und schließlich an der Freien Universität Berlin (FU), wo er 1989 seine Dissertation schrieb zum Thema Das Motiv der Kindheit und die Gestalt des Kindes in der deutschen Literatur der Jahrhundertwende. Untersuchungen zu Thomas Manns „Buddenbrooks“, Friedrich Huchs "Mao" und Emil Strauss’ „Freund Hein“. Ebenfalls an der Freien Universität habilitierte er 1996 unter dem Titel Die christliche China-Mission im 17. Jahrhundert. Verständnis, Unverständnis, Mißverständnis. Eine geistesgeschichtliche Studie zum Christentum, Buddhismus und Konfuzianismus.

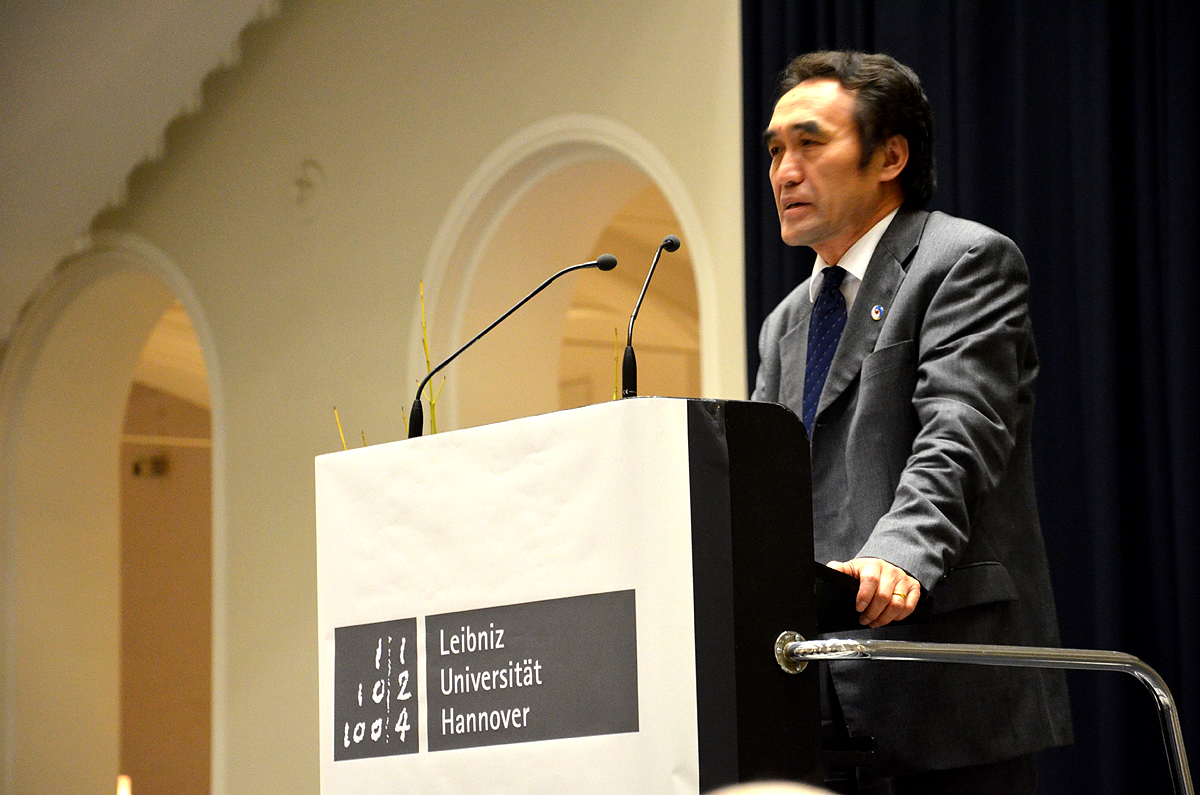
Am 20. November 2013 im Lichthof des Welfenschlosses bei seiner Rede „Lehrer und Erzieher“ – Leibniz in 1946 während der Gedenkveranstaltung Verleihung und Entzug von Titeln während der NS-Zeit an der Technischen Hochschule Hannover

Nach rund zehnjähriger Forschung und Lehre an Universitäten in Stuttgart, Erlangen, Wolfenbüttel, Berlin (erst an der dortigen Technischen Universität, zuletzt an der Berliner FU) sowie an mehreren Universitäten in China übernahm Wenchao Li im Jahr 2007 die Leitung der Potsdamer Leibniz-Editionsstelle der Berlin-Brandenburgischen Akademie der Wissenschaften (BBAW), wodurch er die historisch-kritische Edition der Politischen Schriften des Universalgelehrten Gottfried Wilhelm Leibniz  verantwortet.
Zum 1. Juli 2010 wurde Wenchao Li auf die neu geschaffene und auf fünf Jahre befristete Leibniz-Stiftungsprofessur mit Sitz in Hannover berufen.

## Publikationen (Auswahl)

### Schriften
- Das Motiv der Kindheit und die Gestalt des Kindes in der deutschen Literatur der Jahrhundertwende. Untersuchungen zu Thomas Manns „Buddenbrooks“, Friedrich Huchs „Mao“ und Emil Strauss' „Freund Hein“, zugleich Dissertation 1990 an der FU Berlin, 1989
- Die christliche China-Mission im 17. Jahrhundert. Verständnis, Unverständnis, Mißverständnis. Eine geistesgeschichtliche Studie zum Christentum, Buddhismus und Konfuzianismus (= Studia Leibnitiana. Supplementa, Volume 32), zugleich Habilitationsschrift 1996 an der FU Berlin, Stuttgart: Steiner, 2000, ISBN 3-515-07452-X
- Buddhistisch philosophieren. Eine Einführung, Münster; New York; München; Berlin: Waxmann, 1999, ISBN 3-89325-749-7
- Ein Weltbürger und seine Wahlheimat. G. W. Leibniz in Hannover (= Hefte der Leibniz-Stiftungsprofessur, Bd. 3), 1. Auflage, Hannover: Wehrhahn, 2012, ISBN 978-3-86525-503-7; Inhalt laut Verlagsmeldung

### Vorträge (Auswahl)
- Gottfried Wilhelm Leibniz und die Personalunion, Eröffnungsvortrag zur Sommeruni 2014 vom 19. August 2014  mit dem Vermerk „Entwurf, es gilt das gesprochene Wort, bitte nicht zitieren“; Digitalisat (Memento vom 18. Mai 2015 im Internet Archive)